# Colijn de Coter

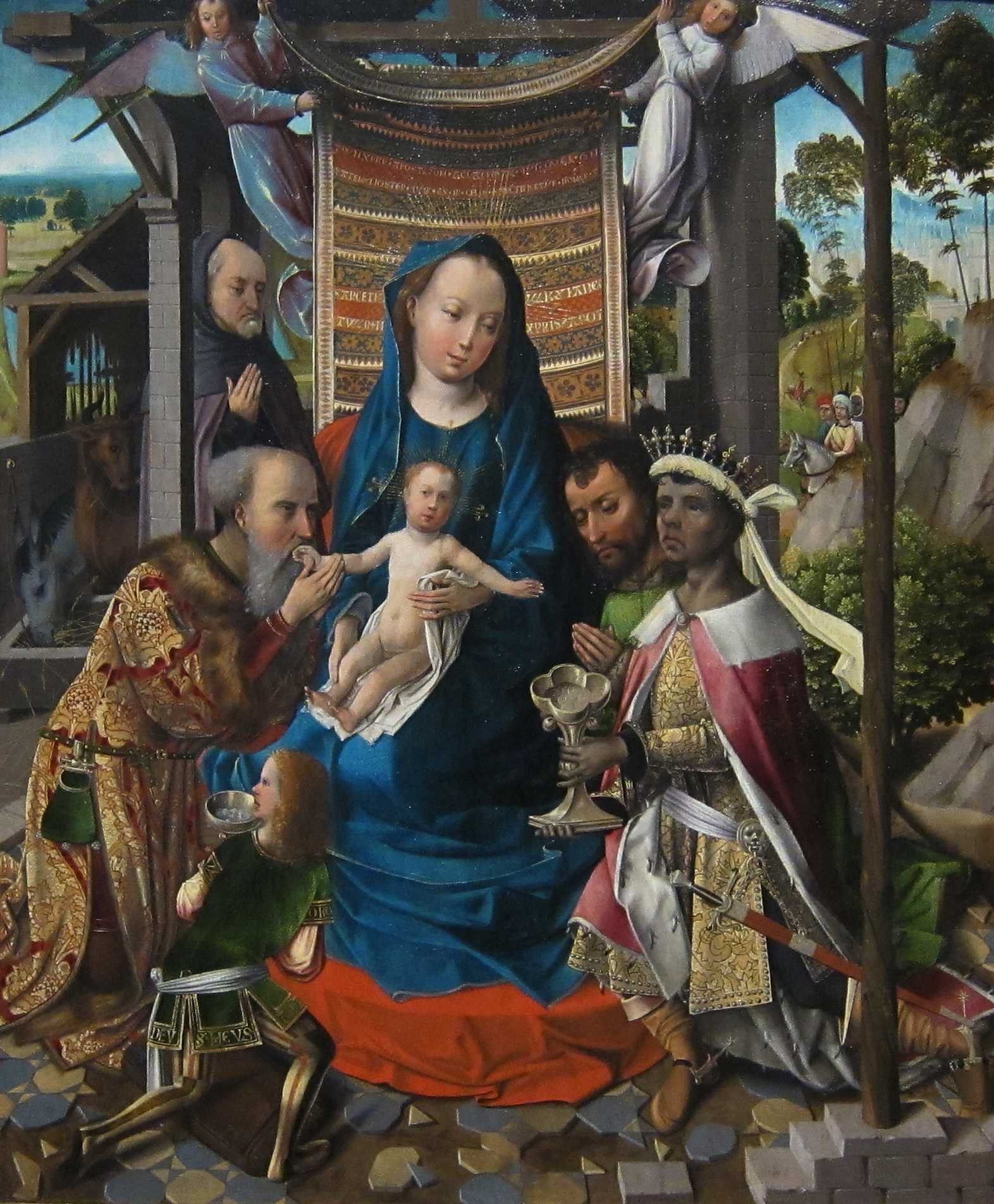
Aanbidding door de Wijzen in het Museum voor Schone Kunsten (Gent)

Colijn de Coter (ca. 1440-1445 – ca. 1522-1532) was een Zuid-Nederlandse kunstschilder die behoorde tot de Vlaamse Primitieven. 
Hij schilderde vooral altaarstukken en was voornamelijk actief in Brussel en Antwerpen (destijds allebei gelegen in het hertogdom Brabant). Het predicaat "van Brusele" dat hij in een document meekreeg geeft aan hij dat hij afkomstig was uit Brussel of daar in ieder geval het grootste deel van zijn leven woonde. Ook signeerde hij meerdere werken met Coliin de Coter pingit me in Brabancia Bruselle ("Colijn de Coter schilderde mij in Brussel in Brabant").

## Levensloop
De Coter werd rond 1440-1445 geboren; dit kan worden afgeleid uit een document in de Brusselse archieven in 1479 waarin hij wordt genoemd als getrouwde man, schilder en huurder van een huis; hij moet op dat moment dus al de volwassenheid hebben bereikt. Een ander document uit 1483 noemt hem als Colijn van Brusele. In dit document wordt vermeld dat hij zich bij het Antwerpse Sint-Lucasgilde had geregistreerd en een gewelf van de kapel van dit gilde in de Onze-Lieve-Vrouwekathedraal had beschilderd. In de archieven van de Brusselse Broederschap van Sint-Eligius worden in 1509-1511 drie betalingen aan Colijn de Coter vermeld, die hij ontving voor het beschilderen van een tabernakel. Uit de archieven van deze broederschap kunnen we ook afleiden dat de schilder waarschijnlijk ergens in de periode 1522-1532 is overleden.
Hoewel hier geen bewijs voor is gevonden, zijn kunsthistorici ervan overtuigd dat Colijn de Coter een invloedrijk atelier had met een aantal leerlingen. Deze conclusie is gebaseerd op de diversiteit in stijl en kwaliteit in het werk dat aan de schilder is toegeschreven. Zo zou de uit Leiden afkomstige Cornelis Engebrechtsz. bij hem in de leer zijn geweest.

## Werken
Enkele aan Colijn de Coter toegeschreven schilderijen zijn:
- Sint Lucas schildert de heilige Maagd (1493) in de parochiekerk van Vieure, waarop de schilder en zijn model te zien zijn, terwijl een timmerman de lijst vervaardigt dat het schilderij zal omkaderen. We zien Colijn de Coter aan het werk in zijn atelier.[2]
- De Sint-Romboutslegende (ca. 1500), een cyclus op paneel waarvan 25 stuks bewaard zijn in de kooromgang van de Sint-Romboutskathedraal en twee in de National Gallery of Ireland. Hij werkte hieraan met de Meester van het Mechelse Sint-Jorisgilde, de Meester van de Magdalenalegende en de Meester van de Jeugd van Sint-Rombout.
- De heilige Veronica (ca. 1510), nu in het Wallraf-Richartz-Museum in Keulen, waarschijnlijk de rechterkant van een drieluik.[3]
- De bewening van Christus (ca. 1510-1515), nu in het Rijksmuseum in Amsterdam.[4]
- De heilige Maagd met de vier apostelen en De aartsengel Michaël (ca. 1500-1510), nu in de Koninklijke Musea voor Schone Kunsten van België in Brussel, twee fragmenten van een altaarstuk van het Laatste Oordeel, mogelijk geschilderd voor het hoofdaltaar van de Sint-Pantaleonkerk (Keulen).[5]
- Triptiek van Johanna van de Maerke (1522), nu in de Koninklijke Musea voor Schone Kunsten van België.[6]

## Galerij

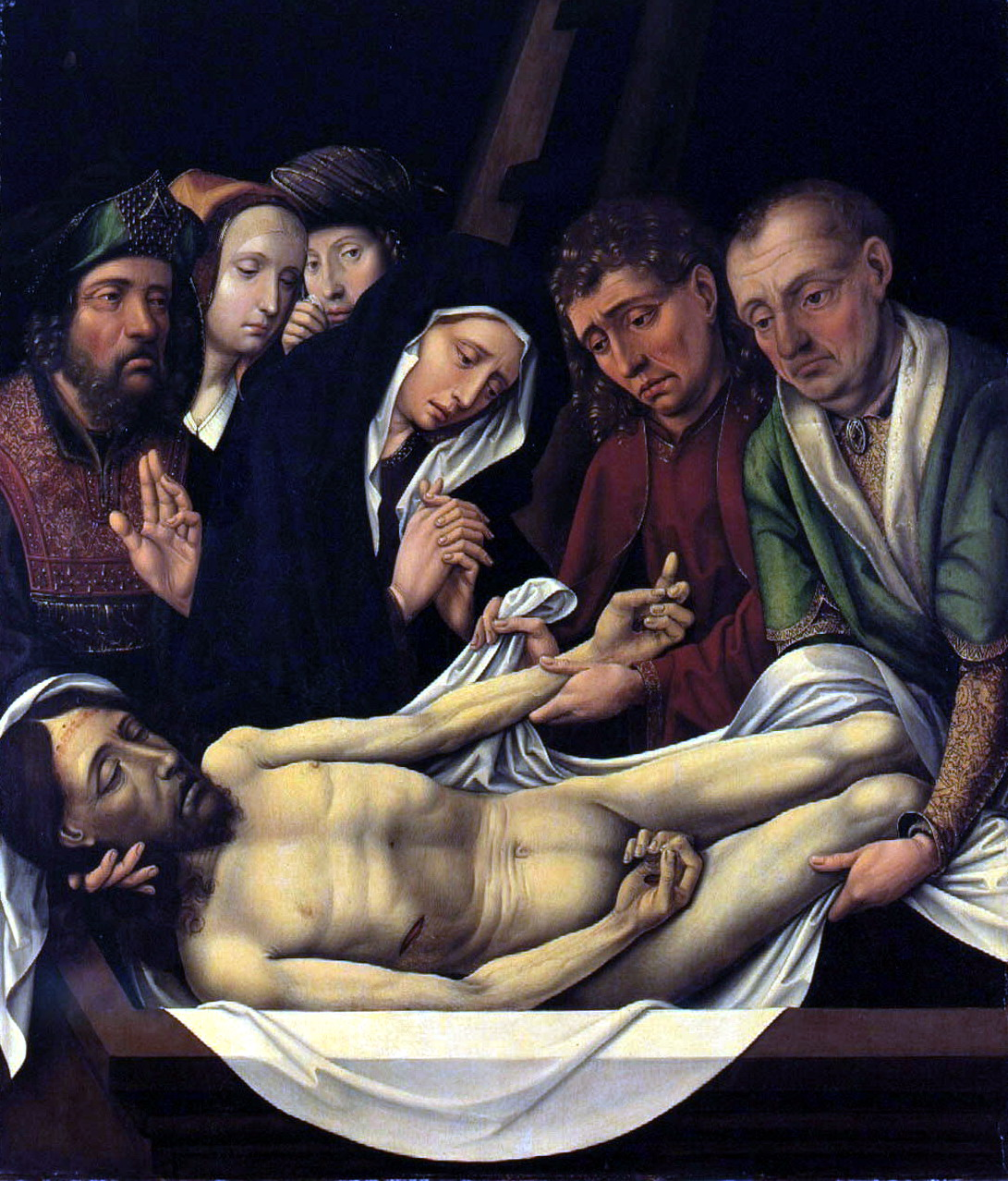
Graflegging, Bonnefantenmuseum Maastricht
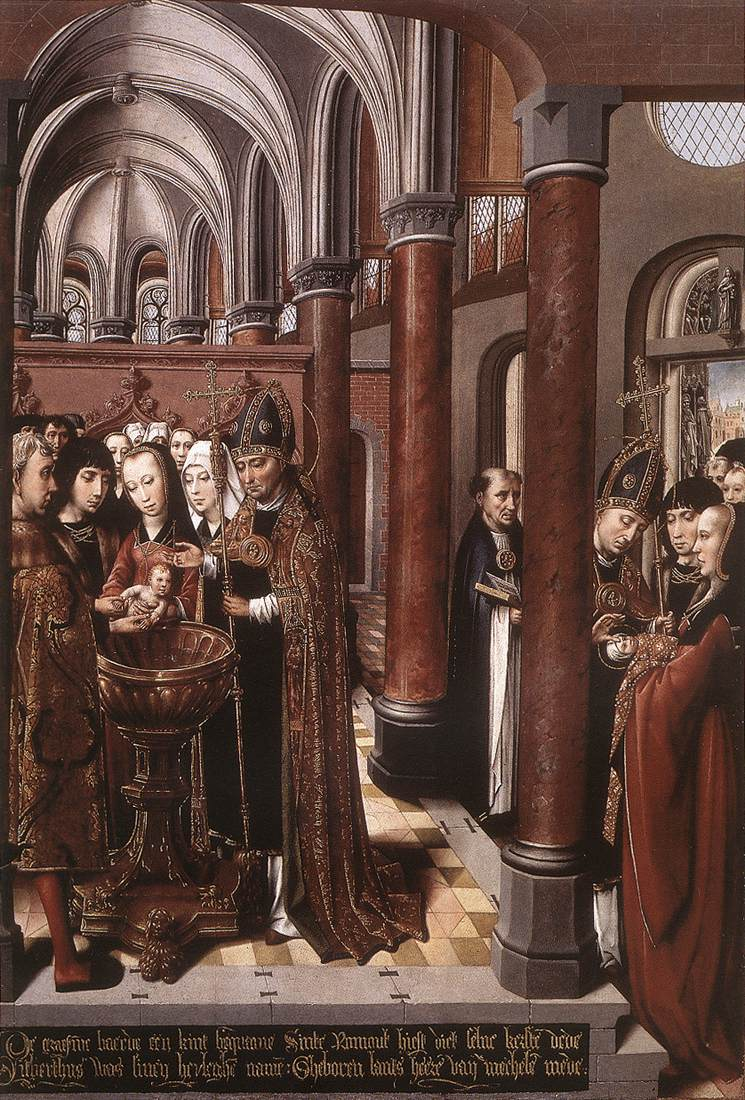
Doop van de heilige Libertus (1490), Sint-Romboutskathedraal, Mechelen
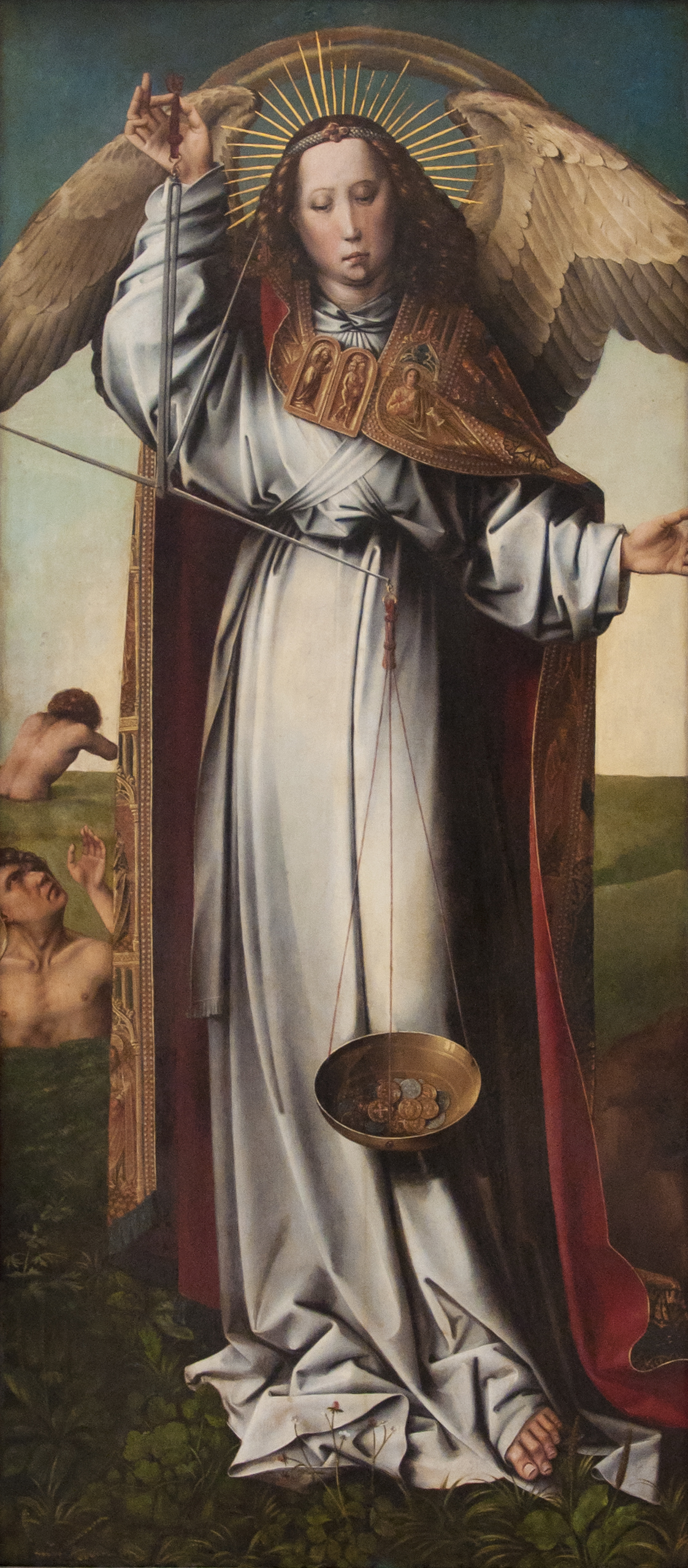
De aartsengel Michaël
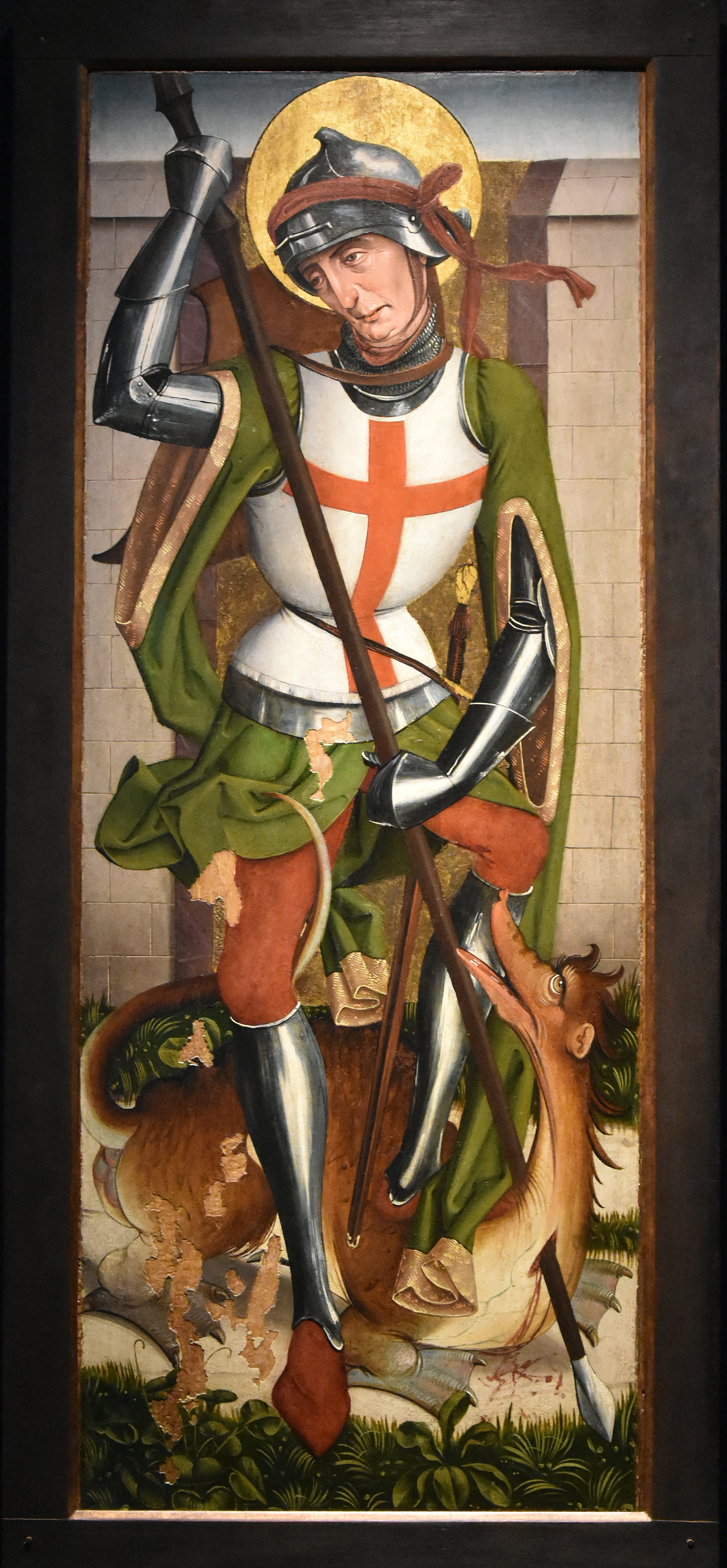
Sint-Joris in het MOU Museum
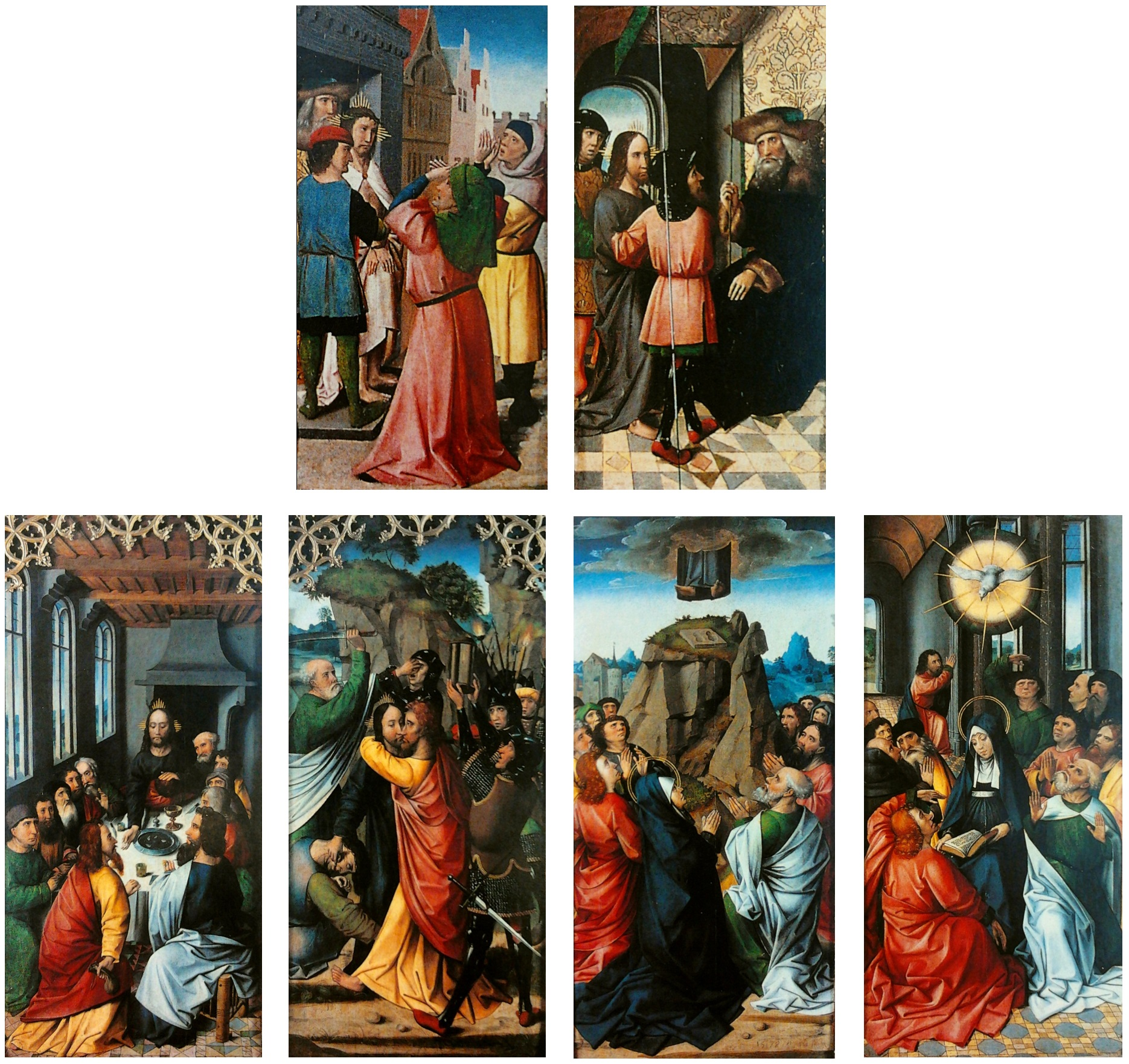
De Pruszcz-polyptiek in het Nationaal Museum van Warschau
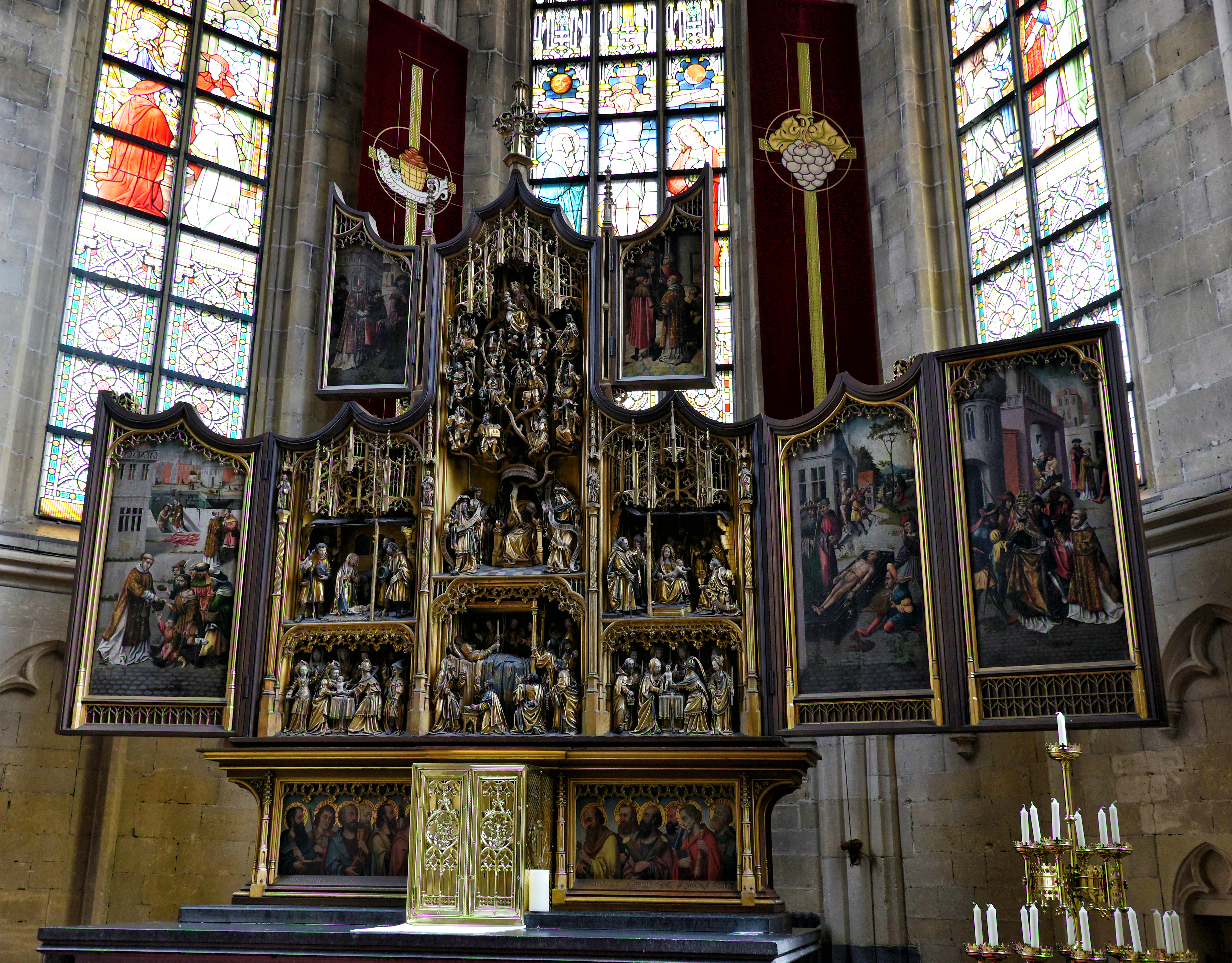
Antwerps retabel in de Sint-Laurentiuskerk (Bocholt) met geschilderde panelen, toegeschreven aan Colijn de Coter
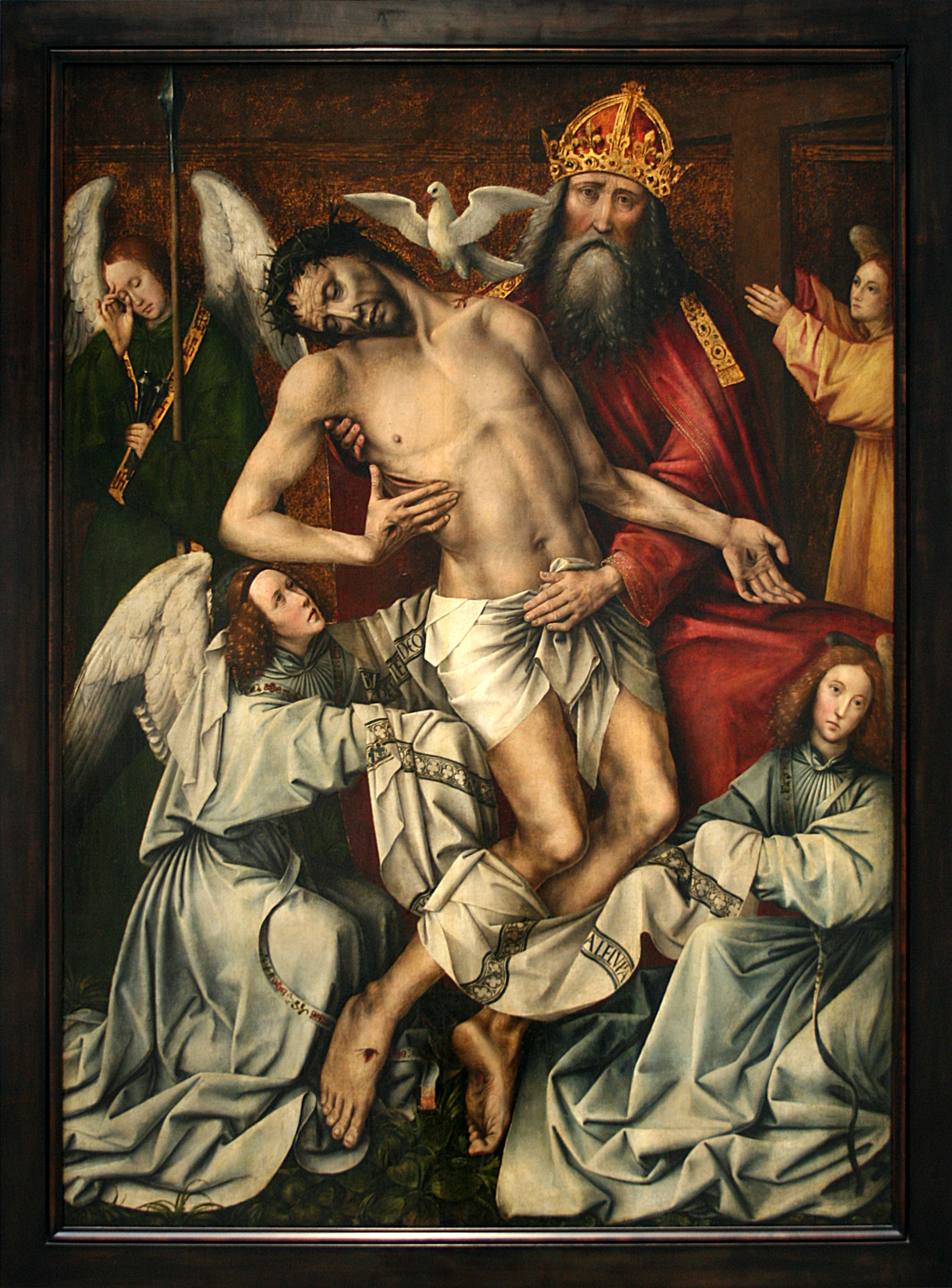
De Heilige Drie-eenheid, met God de Vader die Christus ondersteunt (Louvre)
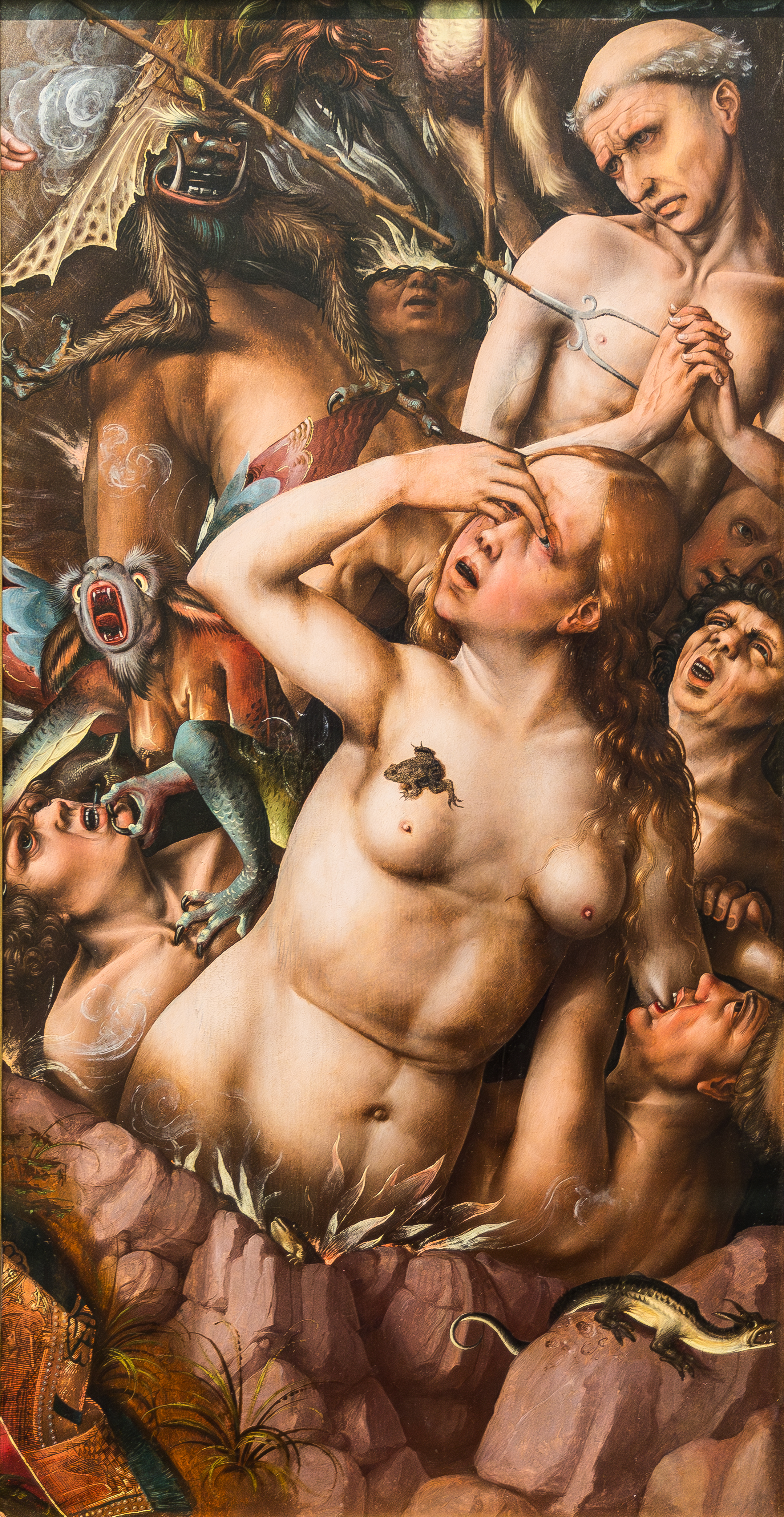
De verdoemden in het Wallraf-Richartz-Museum
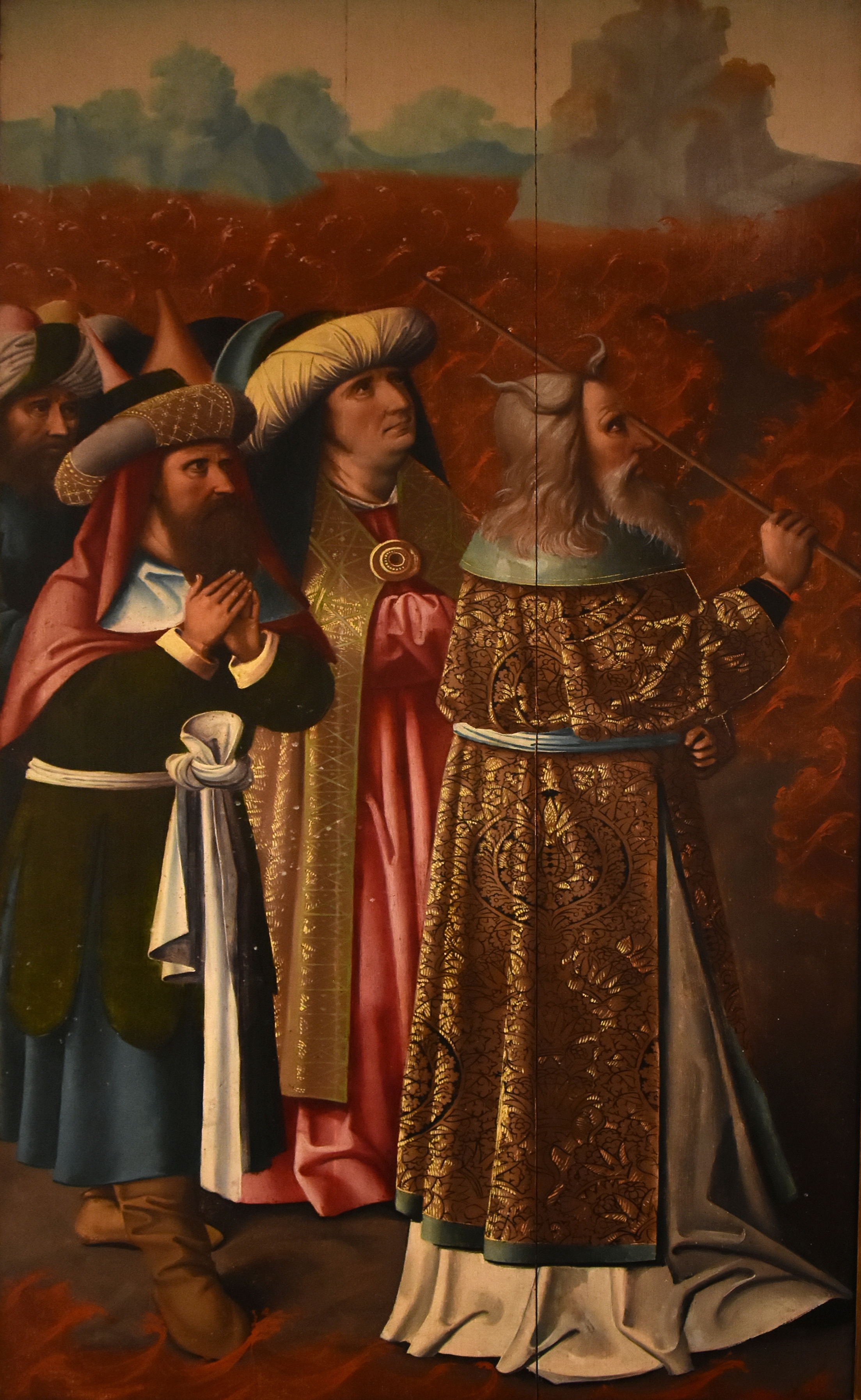
Mozes opent de Rode Zee in het Musée Rolin